# Chilicola transversaria
Chilicola transversaria är en biart som beskrevs av Michener 2002. Chilicola transversaria ingår i släktet Chilicola och familjen korttungebin. Inga underarter finns listade i Catalogue of Life.